# Seebergsattel
Przełęcz Seeberg (niem. Seebergsattel, słow. Jezerski vrh) – przełęcz w paśmie Karawanki, w Południowych Alpach Wapiennych, położona na wysokości 1218 m n.p.m. Leży na granicy między Austrią a Słowenią. Przełęcz ta łączy austriacką miejscowość Eisenkappel-Vellach w kraju związkowym Karyntia na północy ze słoweńską miejscowością Kokra w Słoweńskiej Karyntii.